# Station London Liverpool Street
Station London Liverpool Street is een treinstation in Londen aan de gelijknamige straat. Het station is gebouwd in 1874 en gerenoveerd in 1980. Per jaar nemen ongeveer 123 miljoen reizigers de trein of metro vanaf dit station. Vanuit hier vertrekken vooral treinen naar het oosten van Londen en Engeland (East of England), waaronder de treinen die in Harwich aansluiting geven op de veerdienst naar Hoek van Holland.

## Geschiedenis

### Plannen
In 1862 ontstond de Great Eastern Railway (GER) door een fusie van meerdere spoorwegbedrijven in East of England. Een van die bedrijven was de East Counties Railway die een kopstation in Londen had bij Bishopsgate. Dit station lag echter in het hart van een van de armste sloppenwijken van Londen en was daarom slecht gelegen voor de forensen van de City of London die het bedrijf wilde aantrekken. De GER wilde daarom de lijn doortrekken tot aan de London Wall met een kopstation van dezelfde grootte als Broad Street dat tegelijk werd ontworpen, maar kreeg daarvoor geen toestemming van de gemeente. De GER moest genoegen nemen met een terrein ten noorden van Liverpool Street, de straat die in 1829 genoemd was naar premier Robert Jenkinson, de 2e graaf van Liverpool.
De bouw van de lijn en het station werd goedgekeurd door de Great Eastern Railway (Metropolitan Station and Railways) Act 1864. Het station werd gebouwd op een terrein van 4 ha dat voordien gebruikt werd door het Bethlem Royal Hospital naast station Broad Street, ten westen van Bishopsgate en de zuidgevel aan Liverpool Street. De overige percelen die nodig waren voor de bouw werden onteigend waardoor ongeveer 3.000 inwoners van de parochie van St. Botolph-without-Bishopsgate werden verdreven. Ongeveer 7.000 mensen die in huurkazernes rond Shoreditch woonden, werden uitgezet om de lijn naar Liverpool Street te voltooien, terwijl het City of London Theatre en de City of London Gasworks werden gesloopt. Om de gevolgen van de herhuisvesting te ondervangen, werd de ECR door de wet van 1864 verplicht om dagelijks goedkope arbeiderstreinen vanaf het station te laten rijden. In 1865 werd het plan aangepast door een aftakking ten oosten van Bishopsgate met een 1,6 km lange lijn naar Liverpool Street, terwijl Bishopsgate in gebruik zou blijven voor goederenvervoer.

### Bouw
Het station aan Liverpool Street zou worden gebouwd voor gezamenlijk gebruik door de GER en de East London Railway, ondergronds de East London Line op 11 meter diepte en bovengronds de kopsporen van GER gedragen door bakstenen bogen. Het station beslaat een oppervlak van 192 bij 61 m met zijn voorgevel aan Liverpool Street en een zijingang aan Bishopsgate-Street. De perronhal zou een houten constructie met twee overspanningen zijn met een centrale vide die licht en ventilatie zou verschaffen aan het ondergrondse deel, en de stationsgebouwen moesten in Italiaanse stijl zijn naar de ontwerpen van de architect van de GER.
Het station is ontworpen door GER-ingenieur Edward Wilson en gebouwd door Lucas Brothers. Het dak is ontworpen en gebouwd door de Fairburn Engineering Company. Het bestaat uit vier smeedijzeren overspanningen van smeedijzer, de middelste zijn 33 m breed, de buitenste 13,5 m. De sporen voor de langeafstandsdiensten liggen aan de oostkant onder een kap van 220 m lang, die voor de voorstadsdiensten is 140 m lang en liggen ingesprongen ten opzichte van Liverpool Street. Het stationshotel ligt tussen de lange kap en Liverpool Street. Het stationsgebouw met kaartverkoop en de kantoren van de GER lag haaks op Liverpool Street langs het plein tussen de voorstadsdiensten en de straat. Ondergronds ligt een perron met kopspoor dat van 1 februari 1875 tot 11 juli 1875 door de Metropolitan Railway als oostelijk eindpunt is gebruikt. Het metrostation aan de zuidkant van Liverpool Street werd op 12 juli 1875 geopend en is met een voetgangerstunnel onder Liverpool Street verbonden met het spoorweg station. De voorstadsdiensten begonnen op 2 oktober 1874 en de langeafstandsdiensten begonnen op 1 november 1875 toen het station geheel was afgebouwd voor een uiteindelijke kostprijs van meer dan £ 2 miljoen. Het oorspronkelijke eindpunt van de GER bij Bishopsgate werd gesloten voor passagiers en werd vanaf 1881 omgebouwd voor gebruik als goederenstation. Het goederenvervoer eindigde toen dat station in 1964 door brand werd verwoest.
Het Great Eastern Hotel, grenzend aan het nieuwe station Liverpool Street, werd in mei 1884 geopend. Het werd ontworpen door Charles Barry Jr., zoon van de beroemde architect Charles Barry die de Houses of Parliament ontwierp. Bij opening was het het enige hotel in de City of London. In 1901 werd het hotel uitgebreid met de Abercon Rooms ontworpen door kolonel Robert William Edis. Het hotel omvat ook de Hamilton Rooms, genoemd naar voormalig GER-voorzitter Lord Claud Hamilton.

### Uitbreiding van 1895
Aanvankelijk werd het station gezien als een “witte olifant” maar binnen tien jaar werd de capaciteit van ongeveer 600 treinen per dag volledig benut. Om verder te kunnen groeien verwierf de GER grond ten oosten van het station en in 1888 werd toestemming verkregen voor vergroting van het station. In 1890 werd, onder leiding van hoofdingenieur John Wilson en architect WN Ashbee, begonnen met de uitbreiding van Liverpool Street naar het oosten door toevoeging van acht nieuwe sporen en perrons. Hiermee werd het het grootste kopstation van Londen totdat in 1908 station London Victoria werd uitgebreid. De uitbreiding is 70 meter breed en wordt aan de oostkant begrensd door winkels en kantoren langs de Bishopsgate-Street Without. De buitenmuur werd gebouwd met blauwe Staffordshire baksteen en Ruabon bakstenen. Het dak boven het nieuwe deel, bestaande uit vier overspanningen, werd gebouwd door Handyside en Co, onder toezicht van ingenieur Sherlock die in het station woonde. Alle funderingen, grondwerk en metselwerk werden uitgevoerd door Mowlem & Co. Elektriciteit voor de verlichting werd opgewekt in een machinehuis ten noorden van het station. Aanvullende civiele werken omvatten drie ijzeren bruggen voor het wegverkeer over de spoorlijn bij Skinner Street, Primrose Street en Worship Street. Het ijzerwerk van de brug werd geleverd door de Horseley Company die ook de montage ter plaatse. Als onderdeel van de werken werd de GER door het parlement verplicht om alle huurders die door de werken waren verdreven, te herhuisvesten, waarbij 137 in bestaand onroerend goed werden geplaatst en de resterende 600 in huurkazernes die op kosten van het bedrijf werden gebouwd.
Aan het begin van de 20e eeuw had Liverpool Street een van de grootste hoeveelheid voorstadsdiensten in Londen, inclusief aftakkingen naar Southend Victoria en Woodford, en was een van de drukste ter wereld. In 1912 maakten ongeveer 200.000 passagiers dagelijks gebruik van het station verdeeld over ongeveer duizend treinen.

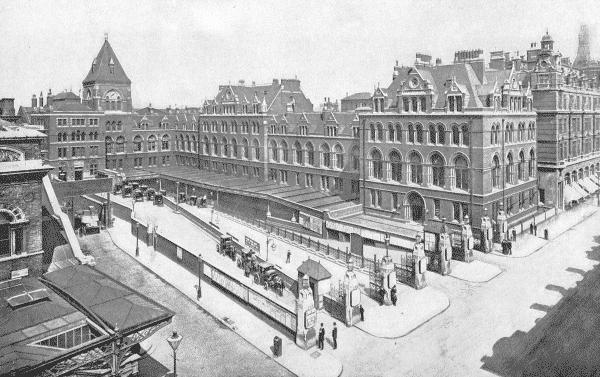
Liverpool Street Station in 1896
Trein (paars) en metro rond Liverpool Street in 1906.
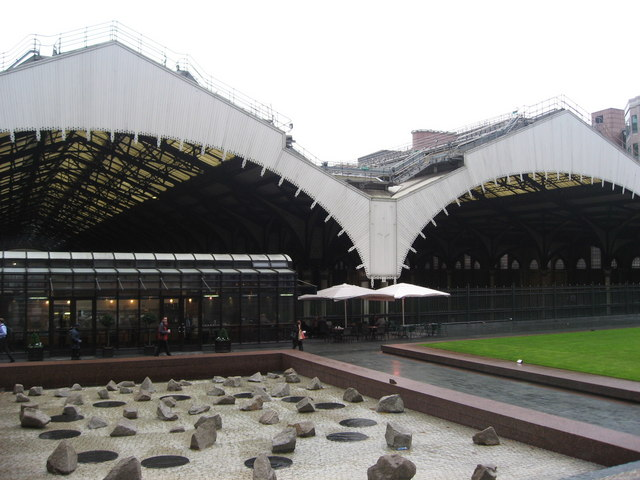
De stationskap gezien uit het noorden.

## Eerste Wereldoorlog
De eerste luchtaanval op Londen tijdens de Eerste Wereldoorlog, Operatie Turkenkreuz, vond plaats op 13 juni 1917, toen 20 Gotha G.IV-bommenwerpers de hoofdstad aanvielen. Van de zeven ton explosieven die op Londen werden gegooid, waarbij 162 mensen omkwamen en 432 gewond raakten, vielen er drie op het station. Twee hiervan ontploften, nadat ze door de stationskap waren gevallen, vlakbij twee treinen. Een daarvan raakte een rijtuig van een trein die op het punt stond te vertrekken, de ander raakte rijtuigen die door legerartsen werden gebruikt. In het station vielen 16 doden en 15 gewonden, het was de dodelijkste aanval op Groot-Brittannië tijdens de oorlog.
Meer dan 1.000 GER-medewerkers die tijdens de oorlog stierven, worden geëerd op een groot marmeren gedenkteken dat in de stationshal is aangebracht en op 22 juni 1922 werd onthuld door Generaal Sir Henry Wilson. Wilson werd bij thuiskomst na de onthulling vermoord door twee leden van het Ierse Republikeinse Leger. Voor hem werd een maand later een gedenkplaat naast het GER-monument aangebracht. Het station heeft ook een plaquette ter nagedachtenis aan zeeman Charles Fryatt die in 1916 werd geëxecuteerd voor het rammen van een Duitse U-boot met de GER-stoomboot SS Brussel. Het GER-monument werd verplaatst tijdens de verbouwing van het station en bevat nu zowel de gedenkplaten voor Wilson als Fryatt, alsmede een aantal spoorweggerelateerde onderdelen van gesloopte gebouwen, die bewaard zijn gebleven.

## Grote Vier
Vanf 1905 liet de metro zien dat de elektrische tractie op de diepgelegen metrolijnen een succes waren en het lag dan ook voor de hand dat ook de voorstadsdiensten rond Londen ook geëlektrificeerd zouden kunnen worden. Na de oorlog had de GER meer capaciteit nodig in Liverpool Street omdat de capaciteitsgrens met bijna 230.000 passagiers per dag in 1921 was bereikt, maar ze konden zich geen elektrificatie veroorloven. De GER zette in op stoomlocomotieven met hoog vermogen en hoge trekkracht, zoals de GER-class A55. Dit werd echter afgewezen vanwege de hoge spoorbelasting.
Als alternatief werd besloten tot een combinatie van automatische signalering en aanpassingen aan de indeling van het station. De kolen-, water- en andere onderhoudsfaciliteiten werden verplaatst tot vlak bij het station. Samen met de aanleg van wachtsporen voor locomotieven en verleggen van sporen kon de afhandeling van treinen worden verkort en daarmee de stationscapaciteit worden verhoogd. De diensten begonnen op 2 juli 1920 met treinen naar Chingford en Enfield die elke 10 minuten reden. De kosten van de aanpassingen bedroegen £ 80.000, vergeleken met de geschatte £ 3 miljoen voor elektrificatie. De dienst heette officieel de Intensive Service (omdat de capaciteit tijdens de spits met 50% kon worden verhoogd), maar werd in de volksmond bekend als de Jazz Service. De dienst bleef bestaan tot de Algemene Staking van 1926, waarna de dienstverlening over het algemeen afnam.
De GER fuseerde met verschillende andere spoorwegen tot de London and North Eastern Railway (LNER) als onderdeel van de reorganisatie van spoorwegmaatschappijen in 1923, waarna er nog slechts vier overbeleven. Liverpool Street werd eigendom van de LNER en leed in de jaren dertig aan een algemeen gebrek aan aandacht en verwaarlozing.

### Stationspersoneel 1935
In 1935 bechikte de stationschef, HCR Calver, over 395 medewerkers zoals loketpersoneel, pakjespersoneel, seingevers, perroninspecteurs en portiers. Van dit aantal werden er 75 beschikbaar gesteld voor vernevelingstaken zodra oproepkrachten ingezet werden om tijdens de smog het treinverkeer veilig te laten verlopen. Daarnaast werkten nog veel meer mensen op het station met verschillende functies, waaronder politieagenten (in uniform en in burger), locomotiefpersoneel, baanwerkers, rijtuig- en wageninspecteurs, stoomwarmte-inspecteurs, gas en elektriciteit inspecteurs, telegraafpersoneel, baanwachters, seinmonteurs, personeel van de goederen verzending, externe portiers, hotelportiers, personeel van het continental office en postbeambten. Het voormalige hoofdkantoor van de GER, in 1935 nog een spoorwegkantoor, grensde aan Liverpool Street en sommige afdelingen in dat gebouw hadden ook een rol bij de exploitatie van het station. Daarnaast stelden de krantenbedrijven hun eigen personeel ter beschikking om de krantentreinen te laden.

### Seinhuizen in 1935
In 1935 werden de toeritten naar Liverpool Street en de wissels en seinen in het station zelf bestuurd door niet minder dan zeven seinhuizen die toen onder de verantwoordelijkheid van de stationschef van Liverpool Street vielen:
- East London Junction: Dit seinhuis regelde het verkeer van en naar de East London Line en in 1935 een route naar de Southern Railway via Whitechapel.
- Bishopsgate North: Dit seinhuis regelde het voorstadsverkeer en stond op het, in 1916 gesloten, onderste perron langs de uitgaande sporen in Bishopsgate.
- Bishopsgate South: Dit seinhuis op het voormalige perron voor uitgaande stoptreinen bij Bishopsgate regelde het verkeer op zowel de sporen voor de stoptreinen als die voor de sneldiensten.
- Liverpool Street West: Dit seinhuis regelde de treinbewegingen in het station zelf. Alle treinen vielen onder de blokbeveiliging, ongeacht of ze de west- of oostkant van het station binnenreden. Het bloktoestel had 203 actieve en 37 reserve handels en tijdens de drukste periode van de dag waren er zes seingevers samen met een telefoon- en boekingsklerk. Een trein naar Liverpool Street East Box zou worden gestuurd vanuit de West Box.
- Liverpool Street East: Dit seinhuis aan de straatkant van spoor 11, had 127 actieve en 9 reservehandels en regelde het verkeer tussen de sporen 11 t/m 18 en de lokale of langeafstandssporen. Vertrekkende treinen werden overgedragen aan seinhuis west.

De overige twee seinhuizen stonden op de perrons met als doel een spoor elektrisch af te sluiten als er een trein in was gearriveerd. Het spoor kan dan niet worden vrijgegeven totdat al het materieel weer is vertrokken, zodat de andere seinhuizen geen treinen naar dat spoor kunnen sturen, en het spoor gereed is om een volgende trein te ontvangen. Deze seinposten stonden op de kop van spoor 4/5 en spoor 14/15.

### Goederentreinen & stationsloodsen
Het laten draaien van Liverpool Street was in 1935 een grote logistieke opgave. In de vroege uurtjes reed een goederentrein van Stratford het station binnen met voorraden en om as, afval enz. mee terug te nemen. In de eerste plaats werden kolen naar het station gebracht die met de hand in de kolenbunkers moetsen worden gelost. Vervolgens moesten ze met de hand in locomotieven die kolen nodig hadden geschept worden. Er waren verschillende kolenbunkers voor locomotieven in Liverpool Street en rijtuigen werden binnen het station verplaatst door rangeerlocomotieven.
In 1935 werd, indien nodig, een klein aantal goederentreinen ingelegd vanaf een aantal sporen voor ritten van en naar de Southern Railway via de East London Line.
De rangeerdiensten in 1935 werden verzorgd door LNER J67 of LNER klasse N7 tanklocomotieven die waren ondergebracht in depot Strattford. Onder British Rail ging dit door met diesels Class 08, Class 15 en, voor een korte periode, Class 20 tot het einde van de rangeerdienst. Naast bovenstaande werkzaamheden werden reizigers-, pakket- en krantenverkeer op het station gerangeerd.

## Tweede Wereldoorlog
Duizenden Joodse vluchtelingenkinderen arriveerden eind jaren dertig in Liverpool Street als onderdeel van het Kindertransport om hen te redden in de aanloop naar de Tweede Wereldoorlog. Deze actie werd opgezet door Nicholas Winton. In september 2003 werd het Für Das Kind Kindertransport beeldhouwwerk van kunstenaar Flor Kent in het station geplaatst ter herdenking van deze gebeurtenis. Het bestond uit een vitrine met originele voorwerpen en een bronzen sculptuur van een meisje, een directe afstammeling van een van de geredde kinderen, die het werk onthulde. De voorwerpen in de vitrine begonnen echter te verweren en een vervangend bronzen gedenkteken, Kindertransport - The Arrival van de hand van Frank Meisler werd in november 2006 als vervanging bij de hoofdingang geplaatst. Het beeld van het meisje van het eerdere monument werd in 2011 afzonderlijk opnieuw geplaatst.
Tijdens de oorlog liep de structuur van het station schade op door een nabijgelegen bom, met name de gotische toren en het glazen dak werden getroffen. Uit voorzorg werd de grote en zware hangende klok aan de westkant tot op perronniveau neergelaten en deed deze tijdens de oorlog dienst als informatiebalie.

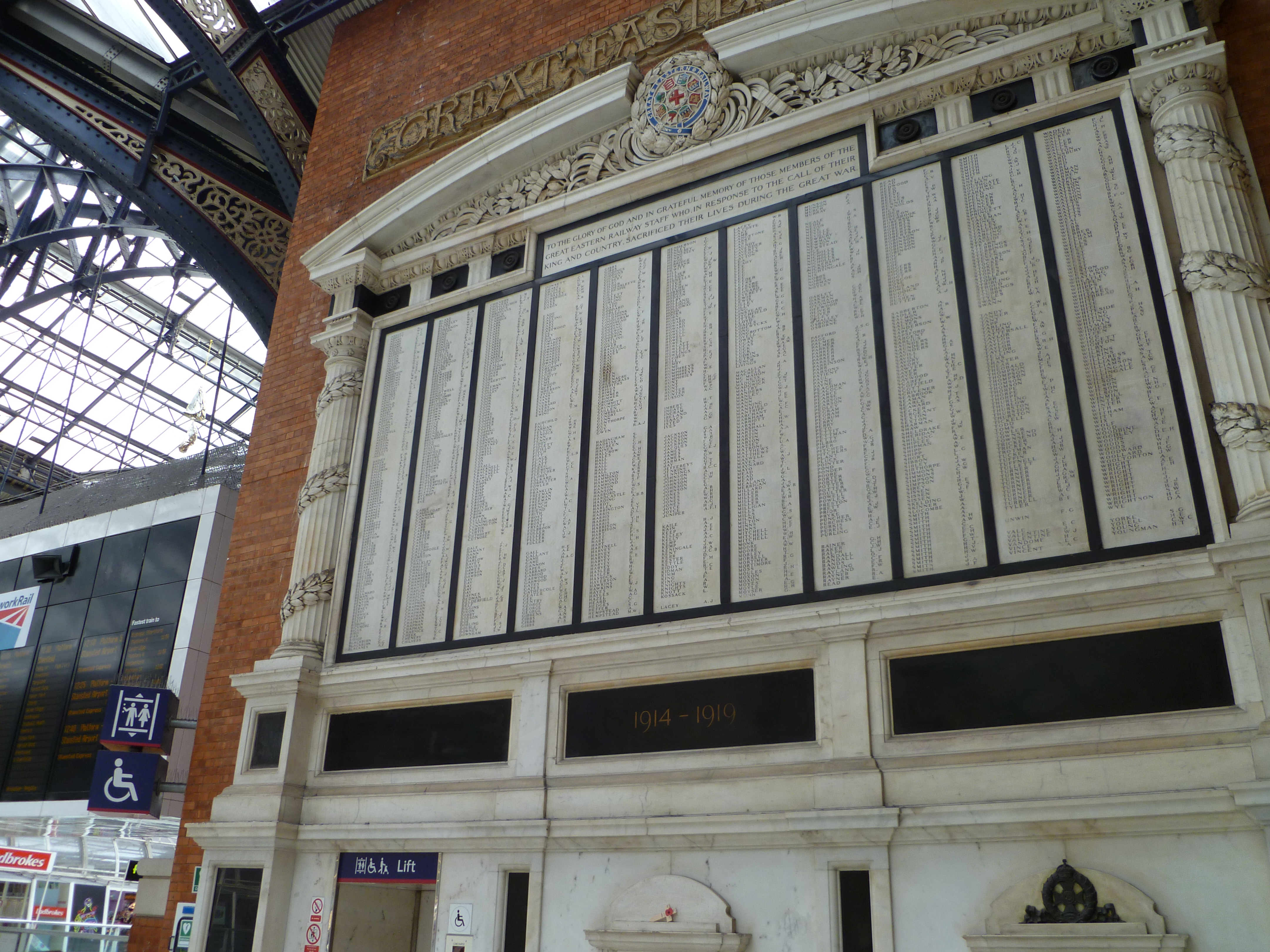
Het monument voor het in WO I omgekomen personeel.
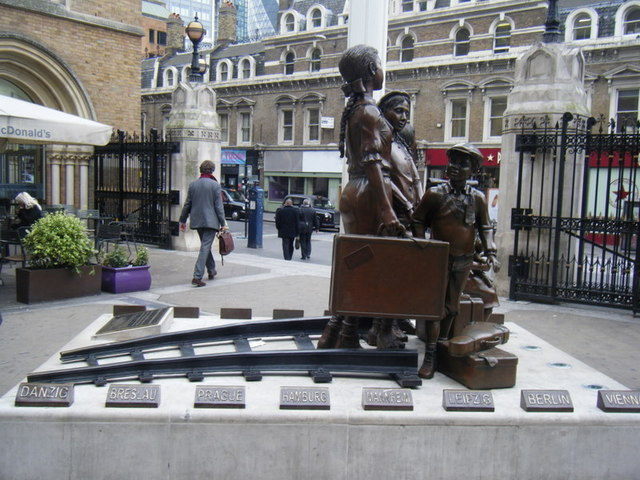
Het Kindertransport monument bij de ingang.
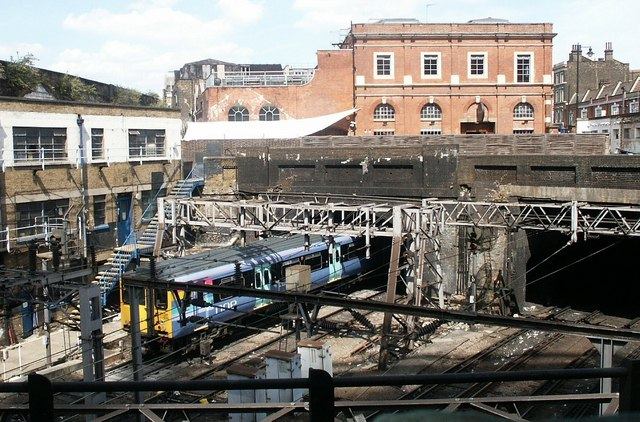
De toerit naar Liverpool Street station.

## Nationalisatie
Na de nationalisatie van het OV in Londen in de London Passenger Transport Board in 1933, begon de elektrificatie van de lijn tussen Liverpool Street en Shenfield in samenwerking met de LNER. Deze werkzaamheden werden onderbroken door de oorlog, maar op 3 december 1946 kwam de lijn tot Strattford onder de draad en in september 1949 kon het hele traject bereden worden met 1500 V=. Tegelijkertijd werden voorstadsdiensten in Essex en in het noordoosten en oosten van Londen overgenomen door de elektrische metro en een deel van de diensten gingen in Liverpool Street over op de Central Line. De elektrificatie werd voortgezet op de lijn naar Chingford wat in november 1960 was voltooid. In 1960-1961 werd van gelijkspanning op wisselspanning overgestapt waarbij de inmiddels tot Southend en Chelmsford verlengde lijn naar Shenfield werd omgezet op 6,25 kV ~. De routes naar Chingford en Lee Valley hadden in 1960 meteen 6,25 kV ~ gekregen.
In 1973 brachten de British Railways Board, London Transport Executive, Greater London Council en het Department of the Environment een verslag uit over een onderzoek naar de modernisering van het Londense vervoer. Het adviseerde hoge prioriteit te geven aan de reconstructie van de stations Liverpool Street en Broad Street en beval aan dit te financieren door vastgoedprojecten ter plaatste. Liverpool Street had een aantal ontwerp- en bereikbaarheidsproblemen, waarvan vele voortkwamen uit de uitbreiding van 1890 die in feite twee stations op één locatie had gecreëerd. De twee met loopbruggen verbonden hallen en verschillende loketgroepen leidden tot inefficiënte verkeersstromen binnen het station. Daarnaast vertoonde de spoorinfrastructuur beperkingen, slechts zeven van de sporen waren geschikt voor 12 baks treinen en de ligging van de sporen vlak buiten het station vormde een knelpunt. In 1975 kondigde British Railways plannen aan om beide stations te slopen en te herontwikkelen. De voorgestelde sloop stuitte op verzet van de bevolking en leidde tot een campagne onder leiding van de dichter Sir John Betjeman gevolgd door een openbaar onderzoek van november 1976 tot februari 1977.

## Ombouw
In het najaar van 1980 werd de bovenleiding omgezet van 6.25kV ~ naar de standaard 25 kV 50 Hz.
Het onderzoek beval aan dat het dak van het westelijke deel uit 1875 behouden moest blijven na de ombouw, daarom werd het tussen 1982 en 1984 gerepareerd en versterkt, gevolgd door reparaties aan de stationskap hetgeen in 1987 werd voltooid. Destijds was het plan om de toerit naar het station te verbreden tot acht sporen en het aantal sporen langs de perrons te vergroten tot 22 vergelijkbaar met de indeling van Waterloo, en de bouw van lage kantoorgebouwen. Het hele plan werd heroverwogen in 1983/84 na slechte taxaties van de grond, hierbij werd besloten om de toerit van 6 sporen te handhaven net als de 18 sporen in combinatie met aanpassing van het seinstelsel in en rond het station. Het betkende dat alleen het terrein van Liverpool Street nodig was voor het nieuwe station en het naastgelegen Broad street vrijkwam voor vastgoed ontwikkeling. British Railways tekende in 1985 een overeenkomst met de projectontwikkelaar Rosehaugh Stanhope en het werk aan het kantorencomplex Broadgate begon.
De North London Line werd verbonden met de hoofdlijn van Cambridge, waardoor treinen die eerder Broad Street hadden gebruikt, voortaan naar Liverpool Street konden rijden. Het station werd gereconstrueerd met een enkele hal aan het hoofd van de perrons en ingangen aan Bishopsgate en Liverpool Street, evenals bushaltes voor de westgevel. Broadgate werd gebouwd tussen 1985 en 1991, met 330.000 m2 kantoorruimte op het terrein van het voormalige Broad Street-station en boven de sporen van Liverpool Street. De opbrengsten van de bouw van Broadgate werden gebruikt om de modernisering van het station te bekostigen.
In 1988 werd bekend dat London Regional Transport en investeringsmaatschappij MEPC de Arcade boven het metrostation op de hoek van Liverpool Street en Old Broad Street wilden slopen om plaats te maken voor een vijf verdiepingen tellend kantoorgebouw. Graham Horwood, eigenaar van een uitzendbureau in de Arcade begon een actie voor behoud van het Victoriaanse gebouw. Meer dan 6000 mensen ondertekenden een petitie om de arcade te redden en de sloopplannen werden ingetrokken.
In 1989 werd de eerste met beeldscherm uitgeruste seintafel bij British Rail in gebruikgenomen in Liverpool Street. In 1991 werd een extra ingang gebouwd aan Bishopsgate in combinatie met een voetgangerstunnel onder de straat langs de oostkant van het station. Het verbouwde station werd op 5 december 1991 officieel geopend door koningin Elizabeth II. Op dat moment werd een gigantisch vertrekbord boven de hal geïnstalleerd, het was een van de laatst overgebleven mechanische klapborden op een Brits treinstation tot de vervanging ervan in november 2007.
Het station werd op 24 april 1993 zwaar beschadigd door een aanslag met een autobom door de IRA op Bishopsgate. Het station werd gesloten tijdens het herstelwerk aan met name het glazendak. De schade bedroeg ongeveer £ 250.000 en op 26 april 1993 werd het station heropend.
Het station werd op 2 december 1993 "verbroederd" met station Amsterdam Centraal, met een plaquette die dit markeerde dicht bij de ingang van het metrostation.

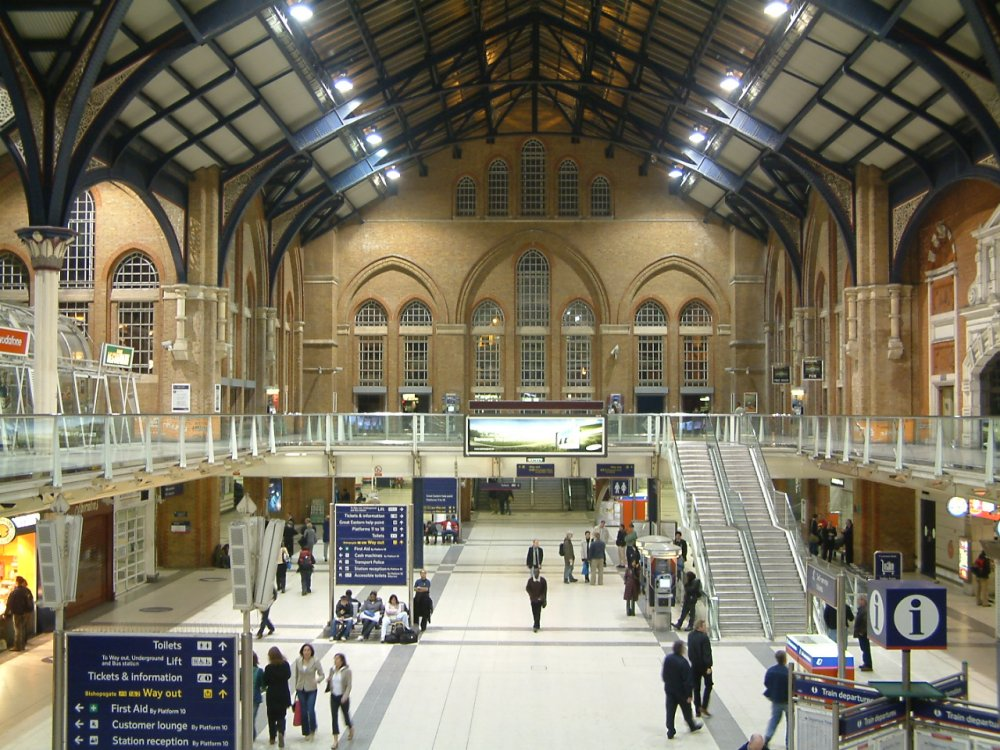
De stationshal in 2005
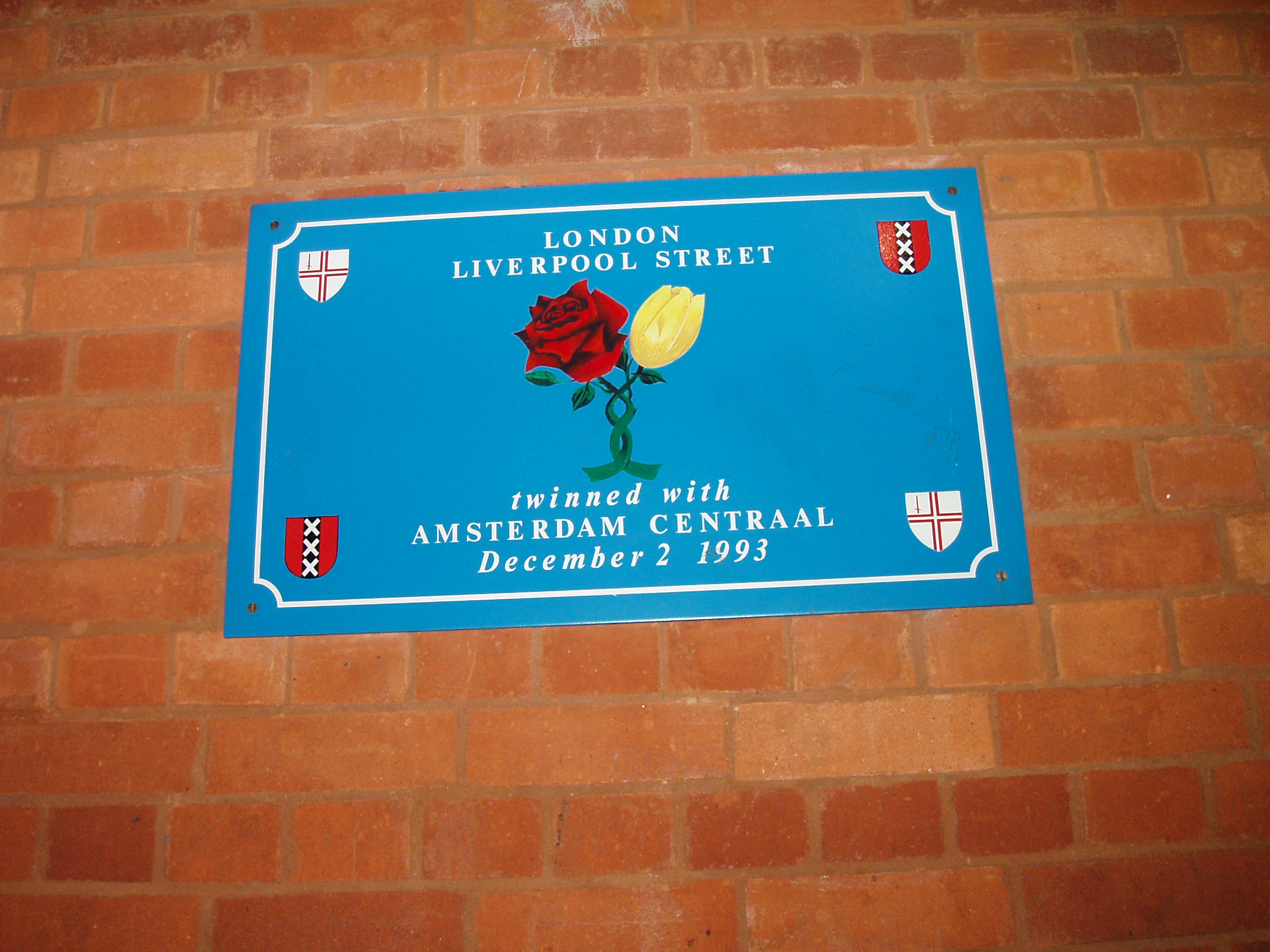
De stationsband met Amsterdam Centraal
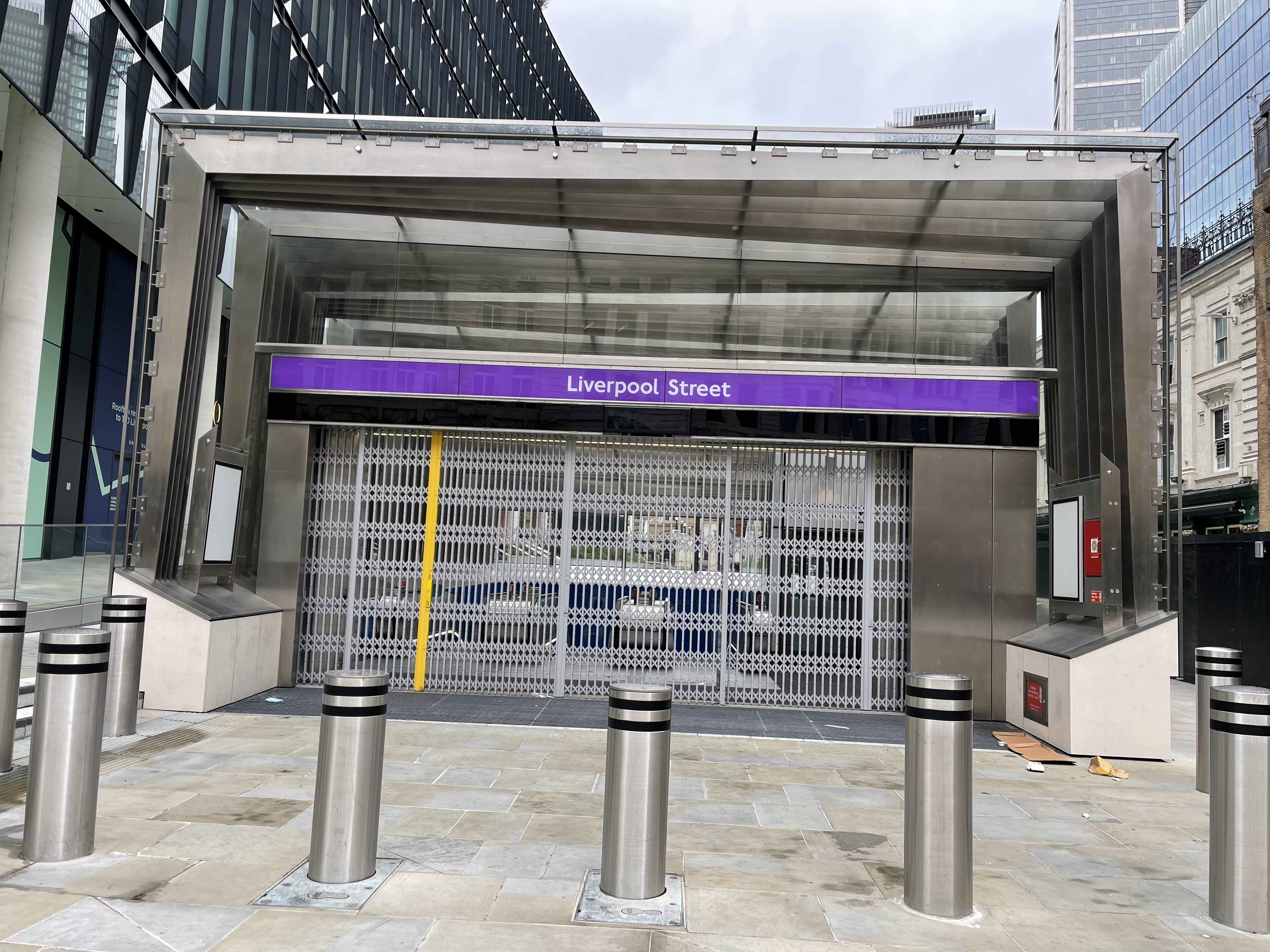
De toegang tot de Elizabeth line

## Crossrail
Al tijdens de Tweede Wereldoorlog lagen er plannen voor sneldiensten in grootprofieltunnels onder Londen. De naam Crossrail werd in 1974 genoemd voor een spoortunnel tussen Paddington en Liverpool Street waarna gedurende 30 jaar diverse plannen en varianten werden voorgelegd. In 2005 werd de wet ingediend die in 2008 van kracht werd en in 2009 begon de bouw bij Canary Wharf. De perrons van de Elizabeth Line, zoals de oost-west verbinding van Crossrail genoemd wordt, liggen op 34 meter onder Finsbury Circus tussen Liverpool Street en Moorgate. Formeel zijn ze onderdeel van Liverpool Street maar ze zijn met liften en roltrappen met beide stations verbonden. Een ondergrondse rolstoeltoegankelijke verdeelhal aan de oostkant bij Broadgate verbindt station Liverpool Street met deze perrons. Aan de kant van Moorgate kunnen reizigers overstappen op de Northern Line van de metro en de Northern City Line van het nationale spoorwegnet. Op deze manier is er een vergelijkbare situatie als bij Bank en monument.
In 2013 werd tijdens graafwerkzaamheden ten behoeve van de bouw van de nieuwe verdeelhal vlak onder Liverpool Street een 0,81 ha groot massagraf uit de 17e eeuw blootgelegd, de zogenaamde Bedlam-begraafplaats ook wel New Churchyard. Het bevatte de stoffelijke overschotten van enkele honderden mensen en men denkt dat hier een grote verscheidenheid aan mensen begraven waren, waaronder slachtoffers van de pest, gevangenen en onbekende doden. Er werd ook een 16e-eeuwse gouden munt gevonden, waarvan wordt aangenomen dat deze als paillette of hanger is gebruikt. Begin 2015 begon de grootschalige opgraving van de graven, toen geschat op ongeveer 3.000 bijzettingen.
De Elizabeth Line is formeel een spoorlijn en daarmee onderdeel van het nationale spoorwegnet, maar het beheer van de ondergrondse stations en de treindienst zijn beide in handen van Transport for London (TfL). In 2015 nam TfL-Rail vooruitlopend op de Elizabeth Line de stoptreinen tussen Liverpool Street en Shenfield over van Greater Anglia. Tegelijkertijd werden de diensten op de Lea Valley Lines vanuit Liverpool Street naar Enfield Town, Cheshunt (via Seven Sisters) en Chingford overgedaan aan London Overground. In december 2020 werd spoor 18 buiten dienst gesteld om de sporen 16 en 17 te kunnen verlengen om ze geschikt te maken voor de Crossrail treinstellen van negen bakken. In de laatste week van november 2021 begonnen de proefritten door de tunnel onder Londen die bijna een half jaar in beslag namen. Op 24 mei 2022 werd de tunnel geopend voor reizigersverkeer tussen Paddington en Abbey Wood, in het najaar 2022 zal het aantal stoptreinen naar Shenfield worden verdubbeld en zullen deze via de tunnel rijden in plaats van te beginnen/eindigen in het kopstation. Vanaf mei 2023 zullen alle beoogde diensten worden gereden tussen het westen van Londen (Reading en Heathrow Airport), het centrum van Londen en het oosten van de stad (Shenfield en Abbey Wood)

## Reizigersdiensten
In het jaar voorafgaand aan de coronapandemie was Liverpool Street het op twee na drukste treinstation in het Verenigd Koninkrijk achter London Waterloo en London Victoria, met naar schatting 66 miljoen in- en uitstappers. De reizigersstroom daalde in 2020/21 met 83% tot 11,2 miljoen als gevolg van de pandemie.

### Treinverbindingen
Passagierstreinen worden door Greater Anglia en sommige door c2c gereden. De normale dienstregeling is als volgt:
- Intercity London Liverpool Street naar Norwich.
  - 1 trein per uur stopt in Londen Liverpool Street, Colchester, Manningtree, Ipswich, Diss en Norwich.
  - 1 trein per uur stopt in Londen Liverpool Street, Stratford, Chelmsford, Colchester, Manningtree, Ipswich, Stowmarket, Diss en Norwich.

- Sneltrein London Liverpool Street naar Clacton.
  - 1 trein per uur stopt in Londen Liverpool Street, Stratford, Shenfield, Chelmsford, Witham, Colchester, Wivenhoe, Thorpe-le-Soken en Clacton-on-Sea. Deze trein stopt ook in Marks Tey, Alresford en Great Bentley op Zondag.

- Stoptrein London Liverpool Street naar Ipswich.
  - 1 trein per uur stopt in Londen Liverpool Street, Stratford, Shenfield, Chelmsford, Hatfield Peverel, Witham, Kelvedon, Marks Tey, Colchester, Manningtree en Ipswich.

- Stoptrein London Liverpool Street naar Colchester Town.
  - 1 trein per uur stopt in Londen Liverpool Street, Stratford, Romford, Shenfield, Ingatestone, Chelmsford, Witham, Kelvedon, Marks Tey, Colchester en Colchester Town. Rijdt niet op Zondag.

- Stoptrein London Liverpool Street naar Braintree.
  - 1 trein per uur stopt in Londen Liverpool Street, Stratford, Shenfield, Ingatestone, Chelmsford, Witham, White Notley, Cressing, Braintree Freeport en Braintree.

- Stoptrein London Liverpool Street naar Southend Victoria.
  - 2 treinen per uur stoppen in Londen Liverpool Street, Stratford, Shenfield, Billericay, Wickford, Rayleigh, Hockley, Rochford, Southend Airport, Prittlewell, Southend Victoria.
  - 1 trein per uur stopt in Londen Liverpool Street, Stratford, Romford, Shenfield, Billericay, Wickford, Rayleigh, Hockley, Rochford, Southend Airport, Prittlewell, Southend Victoria.

- Metro London Liverpool Street naar Shenfield.
  - 6 treinen per uur stoppen in Londen Liverpool Street, Stratford, Maryland, Forest Gate, Manor Park, Ilford, Seven Kings, Goodmayes, Chadwell Heath, Romford, Gidea Park, Harold Wood, Brentwood en Shenfield.

- Stansted Express London Liverpool Street naar Stansted Airport.
  - 2 treinen per uur stoppen in Londen Liverpool Street, Tottenham Hale, Bishops Stortford en Stansted Airport.
  - 1 trein per uur stopt in Londen Liverpool Street, Tottenham Hale, Harlow Town en Stansted Airport.
  - 1 trein per uur stopt in Londen Liverpool Street, Tottenham Hale, Harlow Town, Stansted Mountfitchet en Stansted Airport.

- Sneltrein London Liverpool Street naar Cambridge.
  - 1 trein per uur stopt in Londen Liverpool Street, Tottenham Hale, Cheshunt, Broxbourne, Harlow Town, Bishops Stortford, Audley End, Whittlesford Parkway en Cambridge.

- Stoptrein London Liverpool Street naar Cambridge.
  - 1 trein per uur stopt in Londen Liverpool Street, Tottenham Hale, Cheshunt, Broxbourne, Roydon, Harlow Town, Harlow Mill, Sawbridgeworth, Bishops Stortford, Stansted Mountfitchet, Elsenham, Newport, Audley End, Whittlesford Parkway, Shelford en Cambridge.

- Stoptrein London Liverpool Street naar Hertford East.
  - 2 treinen per uur stoppen in Londen Liverpool Street, Hackney Downs, Tottenham Hale, Ponders End, Brimsdown, Enfield Lock, Waltham Cross, Cheshunt, Broxbourne, Rye House, St Margarets, Ware en Hertford East.

- Stoptrein London Liverpool Street naar Cheshunt. (Seven Sisters Line)
  - 2 treinen per uur stoppen in Londen Liverpool Street, Bethnal Green, Cambridge Heath, London Fields, Hackney Downs, Rectory Road, Stoke Newington, Stamford Hill, Seven Sisters, Bruce Grove, White Hart Lane, Silver Street, Edmonton Green, Southbury, Turkey Street, Theobalds Grove en Cheshunt.

- Stoptrein London Liverpool Street naar Enfield Town. (Seven Sisters Line)
  - 2 treinen per uur stoppen in Londen Liverpool Street, Bethnal Green, Cambridge Heath, London Fields, Hackney Downs, Rectory Road, Stoke Newington, Stamford Hill, Seven Sisters, Bruce Grove, White Hart Lane, Silver Street, Edmonton Green, Bush Hill Park en Enfield Town.

- Stoptrein London Liverpool Street naar Chingford. (Chingford Line)
  - 4 treinen per uur stoppen in Londen Liverpool Street, Bethnal Green, Hackney Downs, Clapton, St James Street, Walthamstow Central, Wood Street, Highams Park en Chingford.

- Enkele c2c treinen van Londen Liverpool Street naar Barking.

## Post Office Railway
Behalve de spoorwegen en de metro deed ook de Post Office Railway het station aan. Liverpool Street Post Office is een in onbruik geraakt station dat werd geëxploiteerd door Royal Mail aan een ondergrondse lijn voor postvervoer dat in december 1927 werd geopend. Het station ligt tussen Mount Pleasant Mail Centre en het postkantoor van Whitechapel Eastern District en bevindt zich aan de zuidkant van Liverpool Street onder het Great Eastern Hotel.Liften aan weerszijden van het station en stortkokers maakten de overdracht van post van en naar het spoorwegstation mogelijk. Twee transportbanden van 96 m voor pakketten en postzakken waren verbonden met de sporen 10 en 11. In de jaren dertig bereikte het postverkeer dagelijks 10.000 zakken verdeeld over 690 ondergrondse ritten. Het systeem werd stopgezet in 2003.
In 2014 begon een groep van de Universiteit van Cambridge met het uitvoeren van een onderzoek in een kort, dubbelsporig gedeelte van een ongebruikte tunnel bij de perrons waar een nieuw gebouwde tunnel voor Crossrail bijna twee meter onder ligt. De studie is bedoeld om vast te stellen hoe de originele gietijzeren schachtringen, die vergelijkbaar zijn met die welke worden gebruikt voor vele kilometers spoor onder Londen, bestand zijn tegen mogelijke vervorming en bodembeweging veroorzaakt door de ontwikkelingen.

## Cultuur
Liverpool Street is een van de vier treinstations die aanwezig zijn op de Britse versie van Monopoly, samen met King's Cross, Fenchurch Street en Marylebone. Alle vier de stations waren eindpunten van LNER-diensten toen Victor Watson het spel in 1936 aanpaste voor de Britse markt.
Het station is verschillende keren gebruikt als de plaats van fictieve terroristische aanslagen:
- In Andy McNabs roman Dark Winter is het station het doelwit van een aanval.
- In London Under Attack, een Panorama -docudrama-uitzending uit 2004, vindt een terroristische aanslag op Londen plaats met chloorgas.
- In het drama Dirty War (2004) vindt een zelfmoordterroristische aanslag plaats met behulp van een " vuile bom " in de buurt van het metrostation.

Het station is ook gebruikt als decor voor een aantal andere film- en televisieproducties, waaronder spionagefilms:
- Stormbreaker (2006).
- Mission Impossible (1996).

Daarnaast komt het voor in het misdaaddrama The Shadow Line (2011) en is het gebruikt voor geënsceneerde flashmobs in de film St. Trinian's 2, The Legend of Fritton's Gold (2009), en voor een advertentie van T-Mobile.
H.G. Wells' roman The War of The Worlds uit 1898 bevat een chaotische vlucht naar de van treinen in Liverpool Street toen de machines van Mars de militaire verdedigingswerken in het West End overspoelden.
Het station is het onderwerp van het gedicht "Liverpool Street Station" van John Davidson.
- Virtual International Authority File: 316746673